# Arcidiecéze Teherán-Isfahán
Arcidiecéze Teherán-Isfahán (latinsky Archidioecesis Teheranensis-Hispahanensis Latinorum) je římskokatolická metropolitní arcidiecéze, která pokrývá celé území Íránu, se sídlem v Teheránu, kde se nachází metropolitní katedrála P. Marie Těšitelky (součást komplexu italské ambasády). V původním sídle diecéze, Isfahánu, je pouze malý kostel, kde se nekonají pravidelné bohoslužby.

## Historie
První misie latinské církve na území Persie byla dílem františkánů a dominikánů, které vyslal papež Inocenc IV. roku 1246 do Mongolska. Misionáři se usadili na severu Persie, kde roku 1318 vznikla arcidiecéze Sultaníje se šesti sufragánními diecézemi. Arcidiecéze a většina diecézí zanikla pod náporem vojsk Tamerlána na sklonku 14. století; titul arcidiecéze Sultaníje (Soltaniensis) byl sporadicky udělován některým pomocným biskupům až do roku 1926, kdy byl zrušen.
Na začátku 17. století španělský král Filip III. vyslal poselstvo k perskému králi Abbásovi I., který byl vůči křesťanství tolerantní, a proto byli do Persie vpuštěni roku 1602 misionáři. Dne 12. října 1629 byla založena diecéze v Ispahánu, hlavním městě říše. Křesťané byli především evropští kupci, většina obrácených místních obyvatel byli Arméni deportovaní do Persie. Na konci 18. století se situace křesťanů v Persii výrazně zhoršila, v roce 1789 poslední apoštolský administrátor i s hrstkou věřících uprchl do Bagdádu. Právě latinští biskupové bagdádští byli administrátory diecéze isfahánské, přičemž v Persii bylo v té době jen 200 křesťanů. V roce 1874 vznikla apoštolská delegatura v Persii, a perský apoštolský delegát také míval titul administrátora diecéze isfahánské. V roce 1910 byla tato isfahánská diecéze povýšena na arcidiecézi, ale po smrti prvního arcibiskupa (byl zastřelen roku 1918) nebyla obsazována až do roku 1974. V roce 2021 dostala arcidiecéze současný název.